# Nouvelles Équipes internationales
Les Nouvelles Équipes internationales (NEI) sont une association de personnalités et partis politiques d’inspiration démocrate chrétienne à l’échelle européenne créée en 1947.
L’Union européenne des démocrates-chrétiens (UEDC) les remplace en 1965.

## Histoire
Entre le 31 mai et le 3 juin 1947, un congrès, présidé par l’ancien chef de gouvernement belge Paul Van Zeeland, est organisé à Chaudfontaine entre partis politiques d’inspiration chrétienne-démocrate. Opposés à la formation d’une organisation similaire à l’Internationale socialiste, où tous les partis membres doivent avoir la même position dans leurs pays respectifs, les délégués optent pour la création d’une association davantage confédérale appelée « Nouvelle Équipes internationales » (NEI).
Les Nouvelles Équipes s’inscrivent dans la filiation du Secrétariat international des partis démocrates d’inspiration chrétienne (SIPDIC), créé en 1925 autour de Luigi Sturzo, et dans celle des Nouvelles Équipes françaises, fondées en 1938 par Francisque Gay dans le but d’associer les démocrates-chrétiens face à la « montée des dangers ».
Elles fédèrent à l’origine des membres du Parti conservateur populaire (PCP) suisse, du Mouvement républicain populaire (MRP) français et du Parti social-chrétien (PSC) belge.
Le 3 mai 1965, à l’issue d’un congrès tenu à Bruxelles, elles deviennent l’Union européenne des démocrates-chrétiens (UEDC).

## Organisation
Le secrétariat des Nouvelles Équipes internationales est fixé à Paris,.
La structure peut se constituer ou d’un ou plusieurs partis par nation, ou bien de personnalités, ou bien d’associations politiques en exil (Europe de l’Est).
Il est dirigé par un duumvirat — un président et un secrétaire général — dans le cadre d’un comité exécutif, devenu comité directeur en 1953.

### Présidence
Les présidents successifs ont été, :
- Robert Bichet (1947-1949) ;
- August De Schryver (1949-1959) ;
- Théo Lefèvre (1960-1965).

### Secrétariat général
Les secrétaires généraux successifs ont été, :
- Jules Soyeur (1947-1949) ;
- Robert Bichet (1949-1955) ;
- Alfred Coste-Floret (1955-1960) ;
- Jean Seitlinger (1960-1965).